# O.TV
O.TV (zwana też Owsiak.TV) – stacja telewizyjna produkowana i prowadzona przez Jurka Owsiaka. Nadawanie rozpoczęła 6 października 2007. Dostępna była wyłącznie w pakiecie „Style Moda Muzyka” platformy cyfrowej n, w godzinach 8.00–2.00.
Stacja skupiała się na kontynuacji zadań rozpoczętych przez Jurka Owsiaka i jego Fundację. Pokazywała aktywność związaną z całorocznymi programami medycznymi czy też programami propagującymi oraz uczącymi zasad pierwszej pomocy oraz Wielką Orkiestrą Świątecznej Pomocy.
Stacja emitowała podróże w najbardziej odległe zakątki świata, wyścigi off-roadowe oraz programy dla nauczycieli.
Dnia 24 grudnia 2008 kanał zakończył swoją emisję. Mimo likwidacji kanału, programy Owsiak TV nadawane były od 6 października 2009 do 7 października 2010 roku w konkurencyjnej platformie cyfrowej Cyfra+, w paśmie programowym na kanale ZigZap od poniedziałku do piątku, pomiędzy godziną 19:30 a 21:00.